# Australian Open 2015 - Doppio maschile in carrozzina
Stéphane Houdet e Shingo Kunieda sono i campioni in carica del torneo di doppio maschile in carrozzina.
Il duo franco-giapponese ha riconquistato il titolo battendo in finale Gordon Reid e Gustavo Fernandez per 6-2, 6-1.

## Teste di serie
1. Stéphane Houdet /  Shingo Kunieda (campioni)
2. Joachim Gerard /  Maikel Scheffers (semifinale)

## Tabellone

### Legenda
| - Q = Qualificato - WC = Wild card - LL = Lucky loser | - ALT = Alternate - SE = Special Exempt - PR = Protected Ranking | - w/o = Walkover - r = Ritirato - d = Squalificato |

|  | Semifinali | Semifinali                      | Semifinali                      | Semifinali | Semifinali |  |  | Finale | Finale                         | Finale                         | Finale | Finale |  |
|  |            |                                 |                                 |            |            |  |  |        |                                |                                |        |        |  |
|  | 1          | Stéphane Houdet Shingo Kunieda  | Stéphane Houdet Shingo Kunieda  | 6          | 6          |  |  |        |                                |                                |        |        |  |
|  |            | Nicolas Peifer Adam Kellerman   | Nicolas Peifer Adam Kellerman   | 1          | 0          |  |  | 1      | Stéphane Houdet Shingo Kunieda | Stéphane Houdet Shingo Kunieda | 6      | 6      |  |
|  |            | Gordon Reid Gustavo Fernández   | Gordon Reid Gustavo Fernández   | 6          | 7          |  |  |        | Gordon Reid Gustavo Fernández  | Gordon Reid Gustavo Fernández  | 2      | 1      |  |
|  | 2          | Joachim Gerard Maikel Scheffers | Joachim Gerard Maikel Scheffers | 1          | 5          |  |  |        |                                |                                |        |        |  |